# Liste der Nummer-eins-Hits in den USA (1946)
Dies ist eine Liste der Nummer-eins-Hits in den von Billboard ermittelten Best-Sellers-in-Stores-Charts (Verkaufscharts) in den USA im Jahr 1946. In diesem Jahr gab es siebzehn Nummer-eins-Singles und zwölf Nummer-eins-Alben.

## Singles
| ← 1945 ← | Liste der Nummer-eins-Hits in den USA | Liste der Nummer-eins-Hits in den USA                                             | Liste der Nummer-eins-Hits in den USA                                       | 1947 →                    |
| \| Zeitraum \| Wo. ges. \| Interpret \| Titel Autor(en) \| Zusätzliche Informationen \| \| (Zeitraum, Wochen auf Platz eins, Interpret, Titel, Autor[en], zusätzliche Informationen) \| \| \| \| \| \| ----------------------------------------------------------------------------------------- \| -------- \| --------------------------------------------------------------------------------- \| ------------------------------------------------------------------------------ \| ------------------------- \| \| 29. Dezember 1945 – 4. Januar 1946 1 Woche (insgesamt 3) \| 3 \| Swing and Sway with Sammy Kaye with Billy Williams, Nancy Norman & The Kaye Choir \| Chickery Chick[1] Sidney Lippman, Sylvia Dee \| – \| \| 5. Januar 1946 – 18. Januar 1946 2 Wochen (insgesamt 2) \| 2 \| Freddy Martin & His Orchestra with Clyde Rogers \| Symphony[2] Alex Alstone, André Tabet \| – \| \| 19. Januar 1946 – 25. Januar 1946 1 Woche (insgesamt 1) \| 1 \| Bing Crosby with Carmen Cavallaro & His Orchestra \| I Can’t Begin to Tell You[3] James V. Monaco, Mack Gordon \| – \| \| 26. Januar 1946 – 1. März 1946 5 Wochen (insgesamt 5) \| 5 \| Vaughn Monroe & His Orchestra with The Norton Sisters \| Let It Snow! Let It Snow! Let It Snow![4] Jule Styne, Sammy Cahn \| – \| \| 2. März 1946 – 8. März 1946 1 Woche (insgesamt 1) \| 1 \| Betty Hutton with Paul Weston & His Orchestra \| Doctor, Lawyer, Indian Chief[5] Hoagy Carmichael, Paul Francis Webster \| – \| \| 9. März 1946 – 15. März 1946 1 Woche (insgesamt 1) \| 1 \| Johnny Mercer & The Pied Pipers with Paul Weston & His Orchestra \| Personality[6] Johnny Burke, Jimmy Van Heusen \| – \| \| 16. März 1946 – 26. April 1946 6 Wochen (insgesamt 6) \| 6 \| Frankie Carle & His Orchestra with Marjorie Hughes \| Oh! What It Seemed To Be[7] Bennie Benjamin, Frankie Carle, George David Weiss \| – \| \| 27. April 1946 – 3. Mai 1946 1 Woche (insgesamt 1) \| 1 \| Swing and Sway with Sammy Kaye & Ruby Newman \| I’m a Big Girl Now[8] Milton Drake, Al Hoffman, Jerry Livingston \| – \| \| 4. Mai 1946 – 24. Mai 1946 3 Wochen (insgesamt 3) \| 3 \| Perry Como with Russell Case & His Orchestra \| Prisoner of Love Russ Columbo, Leo Robin \| – \| \| 25. Mai 1946 – 2. August 1946 10 Wochen (insgesamt 10) \| 10 \| The Ink Spots \| The Gypsy[9] Billy Reid \| – \| \| 3. August 1946 – 9. August 1946 1 Woche (insgesamt 1) \| 1 \| Perry Como with Russell Case & His Orchestra \| Surrender[10] Bennie Benjamin, George David Weiss \| – \| \| 10. August 1946 – 30. August 1946 3 Wochen (insgesamt 5) \| 5 \| Eddy Howard & his Orchestra \| To Each His Own[11] Jay Livingston, Ray Evans \| – \| \| 31. August 1946 – 13. September 1946 2 Wochen (insgesamt 2) \| 2 \| Freddy Martin & His Orchestra \| To Each His Own[12] Jay Livingston, Ray Evans \| – \| \| 14. September 1946 – 20. September 1946 1 Woche (insgesamt 2) \| 2 \| Frank Sinatra with Axel Stordahl & His Orchestra \| Five Minutes More[13] Sammy Cahn, Jule Styne \| – \| \| 21. September 1946 – 27. September 1946 1 Woche (insgesamt 1) \| 1 \| The Ink Spots \| To Each His Own[14] Jay Livingston, Ray Evans \| – \| \| 28. September 1946 – 4. Oktober 1946 1 Woche (insgesamt 2) \| 2 \| Frank Sinatra with Axel Stordahl & His Orchestra \| Five Minutes More Sammy Cahn, Jule Styne \| – \| \| 5. Oktober 1946 – 18. Oktober 1946 2 Wochen (insgesamt 5) \| 5 \| Eddy Howard & His Orchestra \| To Each His Own Jay Livingston, Ray Evans \| – \| \| 19. Oktober 1946 – 13. Dezember 1946 8 Wochen (insgesamt 8) \| 8 \| Frankie Carle & His Orchestra with Marjorie Hughes \| Rumors Are Flying[15] Bennie Benjamin, George David Weiss \| – \| \| 14. Dezember 1946 – 27. Dezember 1946 2 Wochen (insgesamt 2) \| 2 \| Kay Kyser & His Orchestra with Michael Douglas & The Campus Kids \| Ole Buttermilk Sky[16] Hoagy Carmichael, Jack Brooks \| – \| \| 28. Dezember 1946 – 14. Februar 1947 7 Wochen (insgesamt 7) \| 7 \| Swing and Sway with Sammy Kaye with Billy Williams & Chorus \| The Old Lamp-Lighter Nat Simon, Charles Tobias \| – \| |                                       |                                                                                   |                                                                             |                           |
| ← 1945 |                                       |                                                                                   |                                                                             | → 1947 →                  |
| Zeitraum | Wo. ges.                              | Interpret                                                                         | Titel Autor(en)                                                             | Zusätzliche Informationen |
| (Zeitraum, Wochen auf Platz eins, Interpret, Titel, Autor[en], zusätzliche Informationen) |                                       |                                                                                   |                                                                             |                           |
| 29. Dezember 1945 – 4. Januar 1946 1 Woche (insgesamt 3) | 3                                     | Swing and Sway with Sammy Kaye with Billy Williams, Nancy Norman & The Kaye Choir | Chickery Chick Sidney Lippman, Sylvia Dee                                   | –                         |
| 5. Januar 1946 – 18. Januar 1946 2 Wochen (insgesamt 2) | 2                                     | Freddy Martin & His Orchestra with Clyde Rogers                                   | Symphony Alex Alstone, André Tabet                                          | –                         |
| 19. Januar 1946 – 25. Januar 1946 1 Woche (insgesamt 1) | 1                                     | Bing Crosby with Carmen Cavallaro & His Orchestra                                 | I Can’t Begin to Tell You James V. Monaco, Mack Gordon                      | –                         |
| 26. Januar 1946 – 1. März 1946 5 Wochen (insgesamt 5) | 5                                     | Vaughn Monroe & His Orchestra with The Norton Sisters                             | Let It Snow! Let It Snow! Let It Snow! Jule Styne, Sammy Cahn               | –                         |
| 2. März 1946 – 8. März 1946 1 Woche (insgesamt 1) | 1                                     | Betty Hutton with Paul Weston & His Orchestra                                     | Doctor, Lawyer, Indian Chief Hoagy Carmichael, Paul Francis Webster         | –                         |
| 9. März 1946 – 15. März 1946 1 Woche (insgesamt 1) | 1                                     | Johnny Mercer & The Pied Pipers with Paul Weston & His Orchestra                  | Personality Johnny Burke, Jimmy Van Heusen                                  | –                         |
| 16. März 1946 – 26. April 1946 6 Wochen (insgesamt 6) | 6                                     | Frankie Carle & His Orchestra with Marjorie Hughes                                | Oh! What It Seemed To Be Bennie Benjamin, Frankie Carle, George David Weiss | –                         |
| 27. April 1946 – 3. Mai 1946 1 Woche (insgesamt 1) | 1                                     | Swing and Sway with Sammy Kaye & Ruby Newman                                      | I’m a Big Girl Now Milton Drake, Al Hoffman, Jerry Livingston               | –                         |
| 4. Mai 1946 – 24. Mai 1946 3 Wochen (insgesamt 3) | 3                                     | Perry Como with Russell Case & His Orchestra                                      | Prisoner of Love Russ Columbo, Leo Robin                                    | –                         |
| 25. Mai 1946 – 2. August 1946 10 Wochen (insgesamt 10) | 10                                    | The Ink Spots                                                                     | The Gypsy Billy Reid                                                        | –                         |
| 3. August 1946 – 9. August 1946 1 Woche (insgesamt 1) | 1                                     | Perry Como with Russell Case & His Orchestra                                      | Surrender Bennie Benjamin, George David Weiss                               | –                         |
| 10. August 1946 – 30. August 1946 3 Wochen (insgesamt 5) | 5                                     | Eddy Howard & his Orchestra                                                       | To Each His Own Jay Livingston, Ray Evans                                   | –                         |
| 31. August 1946 – 13. September 1946 2 Wochen (insgesamt 2) | 2                                     | Freddy Martin & His Orchestra                                                     | To Each His Own Jay Livingston, Ray Evans                                   | –                         |
| 14. September 1946 – 20. September 1946 1 Woche (insgesamt 2) | 2                                     | Frank Sinatra with Axel Stordahl & His Orchestra                                  | Five Minutes More Sammy Cahn, Jule Styne                                    | –                         |
| 21. September 1946 – 27. September 1946 1 Woche (insgesamt 1) | 1                                     | The Ink Spots                                                                     | To Each His Own Jay Livingston, Ray Evans                                   | –                         |
| 28. September 1946 – 4. Oktober 1946 1 Woche (insgesamt 2) | 2                                     | Frank Sinatra with Axel Stordahl & His Orchestra                                  | Five Minutes More Sammy Cahn, Jule Styne                                    | –                         |
| 5. Oktober 1946 – 18. Oktober 1946 2 Wochen (insgesamt 5) | 5                                     | Eddy Howard & His Orchestra                                                       | To Each His Own Jay Livingston, Ray Evans                                   | –                         |
| 19. Oktober 1946 – 13. Dezember 1946 8 Wochen (insgesamt 8) | 8                                     | Frankie Carle & His Orchestra with Marjorie Hughes                                | Rumors Are Flying Bennie Benjamin, George David Weiss                       | –                         |
| 14. Dezember 1946 – 27. Dezember 1946 2 Wochen (insgesamt 2) | 2                                     | Kay Kyser & His Orchestra with Michael Douglas & The Campus Kids                  | Ole Buttermilk Sky Hoagy Carmichael, Jack Brooks                            | –                         |
| 28. Dezember 1946 – 14. Februar 1947 7 Wochen (insgesamt 7) | 7                                     | Swing and Sway with Sammy Kaye with Billy Williams & Chorus                       | The Old Lamp-Lighter Nat Simon, Charles Tobias                              | –                         |

## Alben
| ← 1945 ← | Liste der Nummer-eins-Alben in den USA | Liste der Nummer-eins-Alben in den USA | Liste der Nummer-eins-Alben in den USA              | 1947 →                    |
| \| Zeitraum \| Wo. ges. \| Interpret \| Titel \| Zusätzliche Informationen \| \| (Zeitraum, Wochen auf Platz eins, Interpret, Titel, zusätzliche Informationen) \| \| \| \| \| \| ------------------------------------------------------------------------------ \| -------- \| ---------------------------- \| ------------------------------------------------------- \| ------------------------- \| \| 8. Dezember 1945 – 18. Januar 1946 6 Wochen (insgesamt 35) \| 35 \| Bing Crosby \| Merry Christmas \| – \| \| 19. Januar 1946 – 22. Februar 1946 5 Wochen (insgesamt 6) \| 6 \| Vaughn Monroe \| On the Moonbeam[17] \| – \| \| 23. Februar 1946 – 22. März 1946 4 Wochen (insgesamt 4) \| 4 \| Dick Haymes \| State Fair \| – \| \| 23. März 1946 – 5. April 1946 2 Wochen (insgesamt 2) \| 2 \| Bing Crosby \| The Bells of St. Mary's \| – \| \| 6. April 1946 – 24. Mai 1946 7 Wochen (insgesamt 7) \| 7 \| Frank Sinatra \| The Voice of Frank Sinatra[18] \| – \| \| 25. Mai 1946 – 7. Juni 1946 2 Wochen (insgesamt 3) \| 3 \| Benny Goodman \| Benny Goodman Sextet[19] \| – \| \| 8. Juni 1946 – 14. Juni 1946 1 Woche (insgesamt 19) \| 19 \| Glenn Miller & His Orchestra \| Glenn Miller - An Album of Outstanding Arrangements[20] \| – \| \| 15. Juni 1946 – 21. Juni 1946 1 Woche (insgesamt 3) \| 3 \| Benny Goodman \| Benny Goodman Sextet \| – \| \| 22. Juni 1946 – 19. Juli 1946 4 Wochen (insgesamt 19) \| 19 \| Glenn Miller & His Orchestra \| Glenn Miller - An Album of Outstanding Arrangements \| – \| \| 20. Juli 1946 – 16. August 1946 4 Wochen (insgesamt 4) \| 4 \| Carmen Cavallaro \| Dancing in the Dark \| – \| \| 17. August 1946 – 30. August 1946 2 Wochen (insgesamt 4) \| 4 \| King Cole Trio \| The King Cole Trio Vol. 2 \| – \| \| 31. August 1946 – 13. September 1946 2 Wochen (insgesamt 2) \| 2 \| David Rose & his Orchestra \| A Cole Porter Review \| – \| \| 14. September 1946 – 27. September 1946 2 Wochen (insgesamt 4) \| 4 \| King Cole Trio \| The King Cole Trio Vol. 2 \| – \| \| 28. September 1946 – 15. November 1946 7 Wochen (insgesamt 7) \| 7 \| The Ink Spots \| The Ink Spots \| – \| \| 16. November 1946 – 22. November 1946 1 Woche (insgesamt 1) \| 1 \| Perry Como \| Merry Christmas Music[21] \| – \| \| 23. November 1946 – 10. Januar 1947 7 Wochen (insgesamt 35) \| 35 \| Bing Crosby \| Merry Christmas \| – \| |                                        |                                        |                                                     |                           |
| ← 1945 |                                        |                                        |                                                     | → 1947 →                  |
| Zeitraum | Wo. ges.                               | Interpret                              | Titel                                               | Zusätzliche Informationen |
| (Zeitraum, Wochen auf Platz eins, Interpret, Titel, zusätzliche Informationen) |                                        |                                        |                                                     |                           |
| 8. Dezember 1945 – 18. Januar 1946 6 Wochen (insgesamt 35) | 35                                     | Bing Crosby                            | Merry Christmas                                     | –                         |
| 19. Januar 1946 – 22. Februar 1946 5 Wochen (insgesamt 6) | 6                                      | Vaughn Monroe                          | On the Moonbeam                                     | –                         |
| 23. Februar 1946 – 22. März 1946 4 Wochen (insgesamt 4) | 4                                      | Dick Haymes                            | State Fair                                          | –                         |
| 23. März 1946 – 5. April 1946 2 Wochen (insgesamt 2) | 2                                      | Bing Crosby                            | The Bells of St. Mary's                             | –                         |
| 6. April 1946 – 24. Mai 1946 7 Wochen (insgesamt 7) | 7                                      | Frank Sinatra                          | The Voice of Frank Sinatra                          | –                         |
| 25. Mai 1946 – 7. Juni 1946 2 Wochen (insgesamt 3) | 3                                      | Benny Goodman                          | Benny Goodman Sextet                                | –                         |
| 8. Juni 1946 – 14. Juni 1946 1 Woche (insgesamt 19) | 19                                     | Glenn Miller & His Orchestra           | Glenn Miller - An Album of Outstanding Arrangements | –                         |
| 15. Juni 1946 – 21. Juni 1946 1 Woche (insgesamt 3) | 3                                      | Benny Goodman                          | Benny Goodman Sextet                                | –                         |
| 22. Juni 1946 – 19. Juli 1946 4 Wochen (insgesamt 19) | 19                                     | Glenn Miller & His Orchestra           | Glenn Miller - An Album of Outstanding Arrangements | –                         |
| 20. Juli 1946 – 16. August 1946 4 Wochen (insgesamt 4) | 4                                      | Carmen Cavallaro                       | Dancing in the Dark                                 | –                         |
| 17. August 1946 – 30. August 1946 2 Wochen (insgesamt 4) | 4                                      | King Cole Trio                         | The King Cole Trio Vol. 2                           | –                         |
| 31. August 1946 – 13. September 1946 2 Wochen (insgesamt 2) | 2                                      | David Rose & his Orchestra             | A Cole Porter Review                                | –                         |
| 14. September 1946 – 27. September 1946 2 Wochen (insgesamt 4) | 4                                      | King Cole Trio                         | The King Cole Trio Vol. 2                           | –                         |
| 28. September 1946 – 15. November 1946 7 Wochen (insgesamt 7) | 7                                      | The Ink Spots                          | The Ink Spots                                       | –                         |
| 16. November 1946 – 22. November 1946 1 Woche (insgesamt 1) | 1                                      | Perry Como                             | Merry Christmas Music                               | –                         |
| 23. November 1946 – 10. Januar 1947 7 Wochen (insgesamt 35) | 35                                     | Bing Crosby                            | Merry Christmas                                     | –                         |